# ジョン・ヘンリー・ゴドフリー
ジョン・ヘンリー・ゴドフリー CB（John Henry Godfrey, 1888年7月10日 - 1970年8月29日）は、イギリスの軍人。イギリス海軍および英印海軍に勤務した。英海軍情報部（NID）の部長を務めたこともあり、作家イアン・フレミングが手がけたスパイ小説『ジェームズ・ボンド』シリーズに登場するキャラクター、Mのモデルとして知られる。

## 経歴
1888年、ウェスト・ミッドランズ州ハンズワースにて生を受ける。彼はバーミンガムのエドワード国王記念学校、ブラッドフィールド・カレッジ、ブリタニア海軍兵学校で教育を受けた。1921年、バーサ・マーガレット（Bertha Margaret）と結婚。後に3人の娘をもうけた。
第一次世界大戦中、ゴドフリーは装甲巡洋艦ユーライアラスの乗員として1915年からのガリポリの戦い、サルームの再占領作戦、スミルナ砲撃、紅海方面におけるアラブ反乱軍への支援任務に参加した。1916年から1919年まで地中海艦隊司令長官付幕僚、1921年から1931年まで海軍参謀大学校副校長を務めた。1931年から1933年、中国艦隊にて重巡洋艦ケントおよび重巡洋艦サフォークで艦長を務める。1933年から1935年、海軍本部作戦部で副部長として勤務。1936年から1939年、巡洋戦艦レパルスで艦長を務める。1939年から1942年、英海軍情報部（NID）の部長を務める。1943年から1946年、英印海軍の司令長官として勤務する。1946年2月に英印海軍の反乱が起きた時、彼は放送を通じて反乱軍に「服従か死か」（Submit or perish）と問いかけた。
階級は1928年に大佐（Captain）、1939年に少将（Rear-Admiral）、1942年に中将（Vice-Admiral）と昇進し、1945年に大将（Admiral）の階級が送られた。1939年にはバス勲章コンパニオン級（BC）を受章した。そのほか、エジプトのナイル勲章、フランスのレジオンドヌール勲章シュヴァリエ級などを受章している。
退役後、チェルシー病院の経営委員会（Management Committee）にて委員長を1949年から1960年まで務める。同じ時期、シャーロット女王記念病院およびチェルシー女性病院の理事会（Board of Governors）、エドワード国王ロンドン病院財団およびローディーン・スクールの評議会（Council）にも名を置いた。また、ゴドフリーはチェルシー麻痺児センター（Centre for Spastic Children, Chelsea）の創設者でもある。第二次世界大戦中にNIDのエージェントとして活動していた作家イアン・フレミングはスパイ小説『ジェームズ・ボンド』シリーズにおいて、かつて自らの上官であったゴドフリーをモデルに主人公ジェームズ・ボンドの上司Mを作り上げた。ゴドフリー自身は、これについて「私を不愉快なキャラクター、Mに作り変えた」と不快感を語っている。
1966年から1967年、ゴドフリーはチャーチル・カレッジに自らの回顧録を寄せた。この回顧録の大部分は未発表の情報源に基づき、一部は戦後発表されたNIDの公的な記録に基いて書かれている。1970年、イーストボーンにて死去。